# Orde van de Gouden Adelaar (Kazachstan)

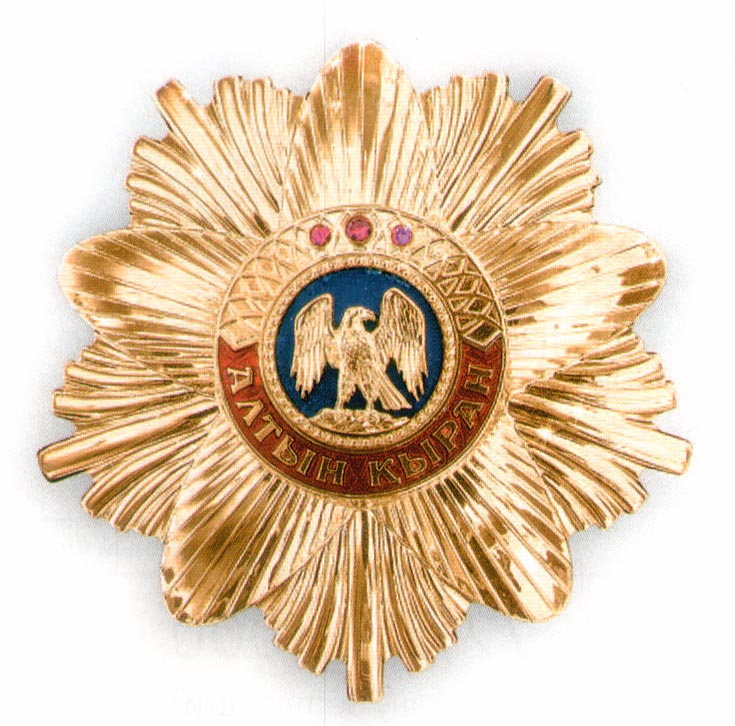

De Orde van de Gouden Adelaar (Kazachs: Алтын Қыран ордені, Altyn Qyran ordeni; Russisch: Орден Золотого орла) is een ridderorde van het onafhankelijke Kazachstan. Na de onafhankelijkheid van de door Rusland gedomineerde Sovjet-Unie koos het land voor symbolen die aansloten bij de geschiedenis en natuur van Kazachstan zoals de adelaar. Onder de dragers van deze orde is Elizabeth II van het Verenigd Koninkrijk.